# Poecilothomisus speciosus
Poecilothomisus speciosus es la única especie del género Poecilothomisus, familia Thomisidae.

## Distribución
Se encuentra en Territorio del Norte, Australia.

## Taxonomía
El género fue descrito por Simon en 1895.
Tratamiento taxonómico
La especie aparece registrada y publicada en Studi sui Ragni Malesi e Papuani. III. Ragni dell’Austro Malesia e del Capo York, conservati nel Museo civico di storia naturale di Genova. Annali del Museo Civico di Storia Naturale di Genova 17: 1–720.